# Espinac de Nova Zelanda
L'espinac de Nova Zelanda (Tetragonia tetragonioides) (anteriorment T. expansa) és una espècie de planta comestible nativa de Nova Zelanda, Austràlia, Japó, Xile i l'Argentina.
Va ser mencionada per primer cop pel Capità Cook, els maoris la consumien rarament. Es va utilitzar en un primer moment per combatre l'escorbut dels mariners del seu vaixell HM Bark Endeavour. El botànic Joseph Banks va contribuir a estendre-la a finals del segle xviii. Durant dos segles va ser l'única verdura cultivada originària d'Austràlia i Nova Zelanda.
Necessita força humitat per a créixer. Les fulles fan de 3–15 cm de llarg, són triangulars i de color verd fosc. Són gruixudes i cobertes d'una mena de pilositat que els dona un aspecte platejat. Les flors són grogues i els fruits són petits i amb banyes petites. És una planta halòfita i, per tant, creix bé en terres salines.

## Cultiu
Les llavors triguen gairebé un mes a germinar. Es fa servir com a comestible i com planta ornamental. El gust és similar a l'espinac al qual substitueix en els mesos de l'estiu. Conté oxalat que s'ha d'eliminar blanquejant (bullir en aigua un minut i llençar l'aigua) abans de coure-la una estona més llarga. Pot ser una planta invasora. Pocs insectes l'ataquen i sembla que tampoc ho fan els cargols i llimacs. Se sembra amb separació de 15 a 30 cm entre línies i a uns 5–10 mm de fondària.